# يان كيسيلا
يان كيسيلا (17 ديسمبر 1985 بملادا بوليسلاف في التشيك - ) هو لاعب كرة قدم تشيكي في مركز الهجوم. شارك مع منتخب جمهورية التشيك تحت 21 سنة لكرة القدم. أما مع النوادي، فقد لعب مع سلافيا براغ ونادي ملادا بوليسلاف وFK Viagem Ústí nad Labem ‏.

## وصلات خارجية
- يان كيسيلا على موقع الاتحاد التشيكي (الإنجليزية)
- يان كيسيلا على موقع قاعدة بيانات كرة القدم.إي يو (الإنجليزية)
- يان كيسيلا على موقع Soccerway.com (الإنجليزية)